# Reborn (album Ery)
Reborn – czwarty album Ery wydany w 2008 roku.

## Lista utworów
Opracowano na podstawie materiału źródłowego.
1. Sinfoni Deo – 04:41
2. Reborn – 05:32
3. Dark Voices – 05:01
4. Come Into My World – 05:19
5. Prayers – 04:20
6. Thousand Words – 05:21
7. After Thousand Words – 04:59
8. Kilimandjaro – 04:35
9. Last Song – 04:50
10. Come Into My World (Remix) – 09:15

## Notowania
| Lista               | Kraj       | Pozycja |
| ------------------- | ---------- | ------- |
| SNEP                | Francja    | 6       |
| Schweizer Hitparade | Szwajcaria | 18      |